# 1914–1915-ös román labdarúgó-bajnokság (első osztály)
Az 1914–15-ös román labdarúgó-bajnokság a román labdarúgó-bajnokság legmagasabb osztályának hatodik alkalommal megrendezett bajnoki éve volt. A pontvadászat 6 csapat részvételével zajlott. 
A bajnokságot a Româno-Americană București nyerte az ezüstérmes Colentina București és a bronzérmes  FC Bukarester előtt.